# Urbino
Urbino es un municipio italiano de la provincia de Pesaro y Urbino, en la región de Marcas. Su población asciende a unos 14 468 habitantes.
La ciudad, cuya parte más antigua data de la época de Julio César, se convirtió en un importante centro renacentista en la época de Federico da Montefeltro. Su centro histórico fue declarado Patrimonio de la Humanidad por la Unesco en 1998. Destaca su gran Palacio Ducal del siglo XV, actual sede de la Galería Nacional de las Marcas, que alberga pinturas provenientes de diversas escuelas italianas de pintura. La universidad de la ciudad data de 1506.

## Toponimia
El topónimo en italiano es Urbino. En el dialecto local se la conocería como Urbìn y en latín con el nombre de Urvinum mataurense.

## Ubicación
Se extiende sobre 35 ha en una colina en la región de Marcas, en una zona entre dos regiones (Las Marcas y Emilia-Romagna) y que se denomina Montefeltro. Está situada aproximadamente 180 km al este de Florencia, 170 km al sur de Bolonia y 280 km al norte de Roma.

## Historia

### Edad Media
La modesta ciudad romana de Urvinum Mataurense («pequeña ciudad sobre el río Matauro») se transformó al comienzo de la Edad Media en un centro importante durante las Guerras Góticas en el siglo VI. Fue tomada en el año 538 por los bizantinos y es frecuentemente nombrada por el historiador Procopio de Cesarea.
Incluso Pipino ofreció a Urbino al Papado; las tradiciones se expresaban independientemente hasta el año 1200 que cayó bajo el dominio de los nobles que combatieron entre ellos y la vecina Montefeltro. Estos nobles no tenían una autoridad directa sobre la ciudad, pero ejercían presiones para su elección. Los urbinati se rebelaron en 1213 y formaron una alianza con la ciudad independiente de Rímini, en el año 1234 consiguieron volver a tener el control de la ciudad.

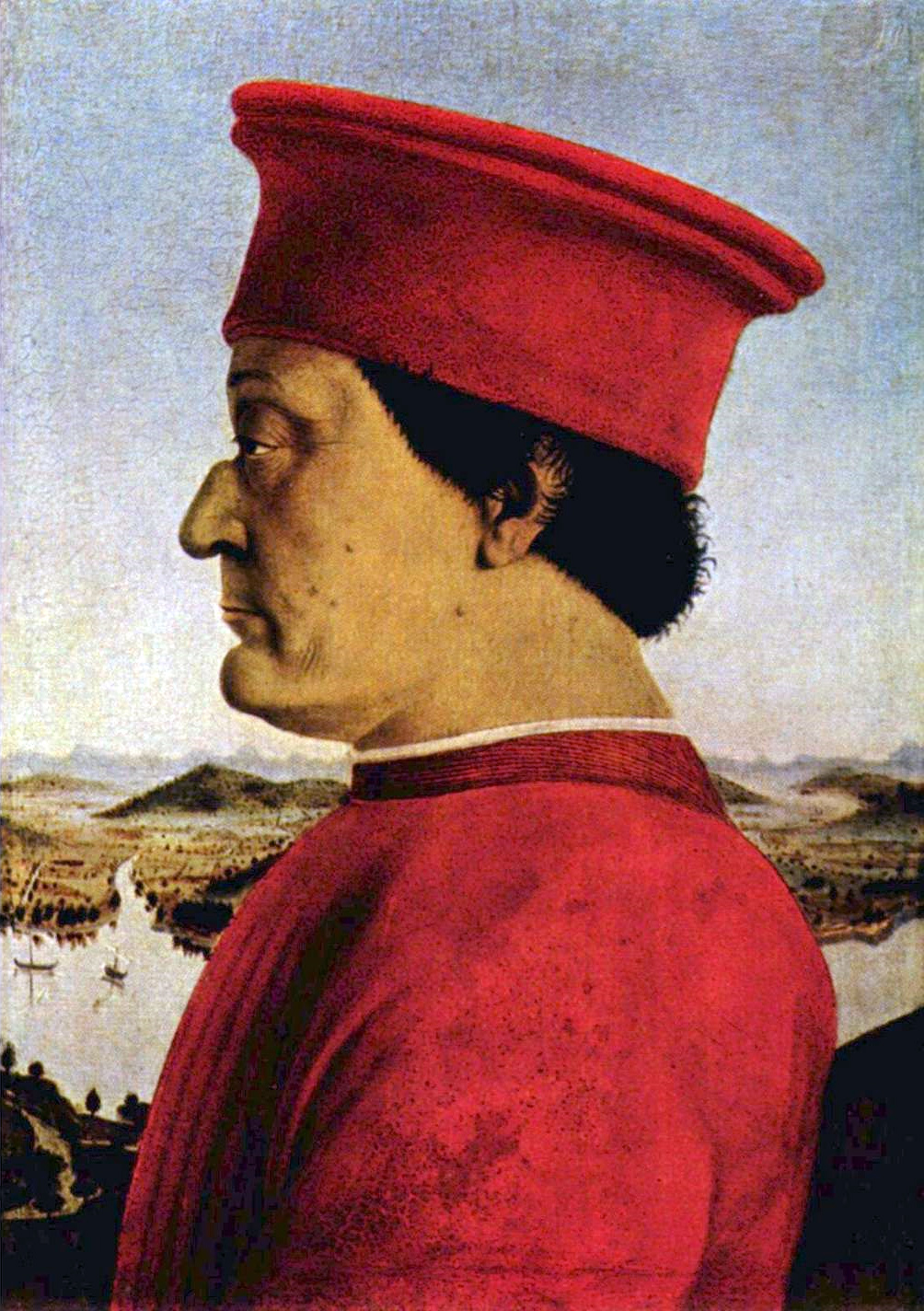
Federico III da Montefeltro, duque de Urbino. Retrato de Piero della Francesca (1492).

El miembro más famoso de los Montefeltro fue Federico, señor de Urbino desde 1444 a 1482, muy hábil diplomático, y seguidor entusiasta de las artes y literatura; fue un magnífico gobernante, que contó con una brillante corte.

### Edad Moderna
En 1502, César Borgia, con la connivencia de su padre, el papa Alejandro VI, depuso a Guidobaldo de Montefeltro, duque de Urbino, e Isabel Gonzaga. Regresaron en 1503, después de la muerte de Alejandro. Después de que el papa Médici León X intentara durante breve tiempo establecer a un joven Médici como duque, lo cual fue frustrado por la temprana muerte de Lorenzo II de Médici en 1519, Urbino fue gobernado por la dinastía de los duques Della Rovere.

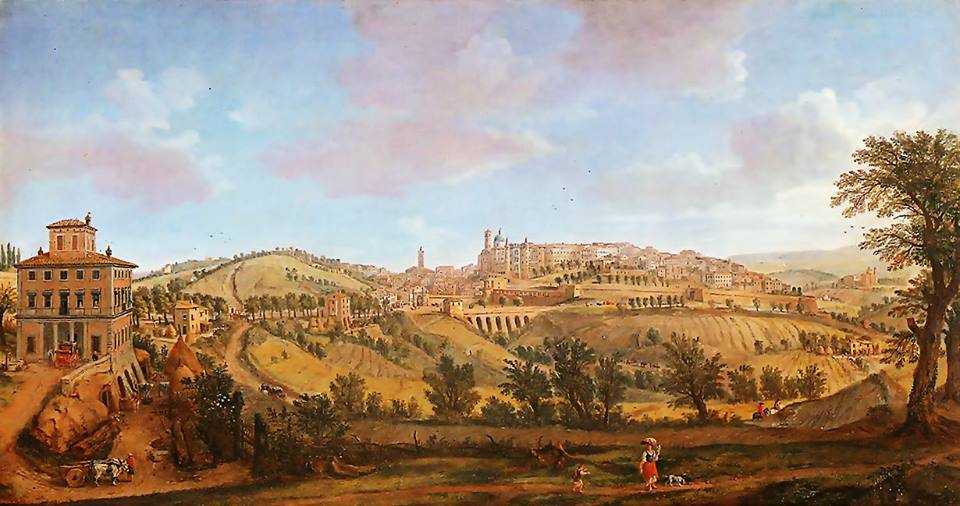
Urbino en una pintura de Gaspar van Wittel de la primera mitad del

En 1626, el papa Urbano VIII, incorporó el ducado independiente de Urbino a los territorios papales; obsequio del último duque Della Rovere, que se retiró después del asesinato de su heredero para que fuera gobernado por el obispado. La gran biblioteca fue trasladada a Roma y se adjuntó a la Biblioteca Vaticana en el año 1657.

### Edad Contemporánea
La posterior historia de Urbino es parte del Estado Pontificio, y después de 1870 parte de la historia italiana.

## Demografía
| Gráfica de evolución demográfica de Urbino entre 1861 y 2001 |
|                                                              |
| Fuente ISTAT - elaboración gráfica de Wikipedia              |

## Monumentos y lugares de interés

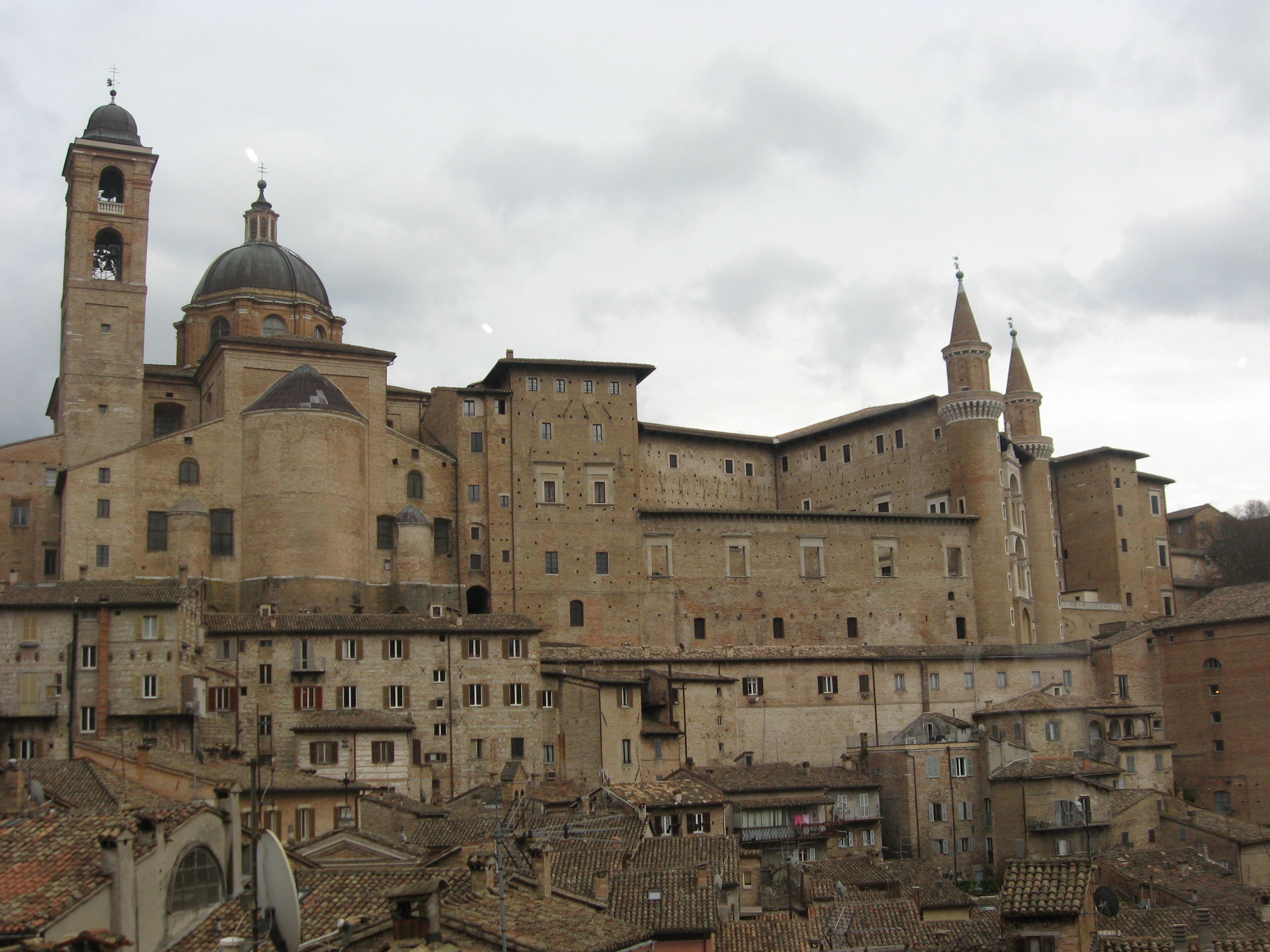
El centro histórico de Urbino fue declarado Patrimonio de la Humanidad en 1998

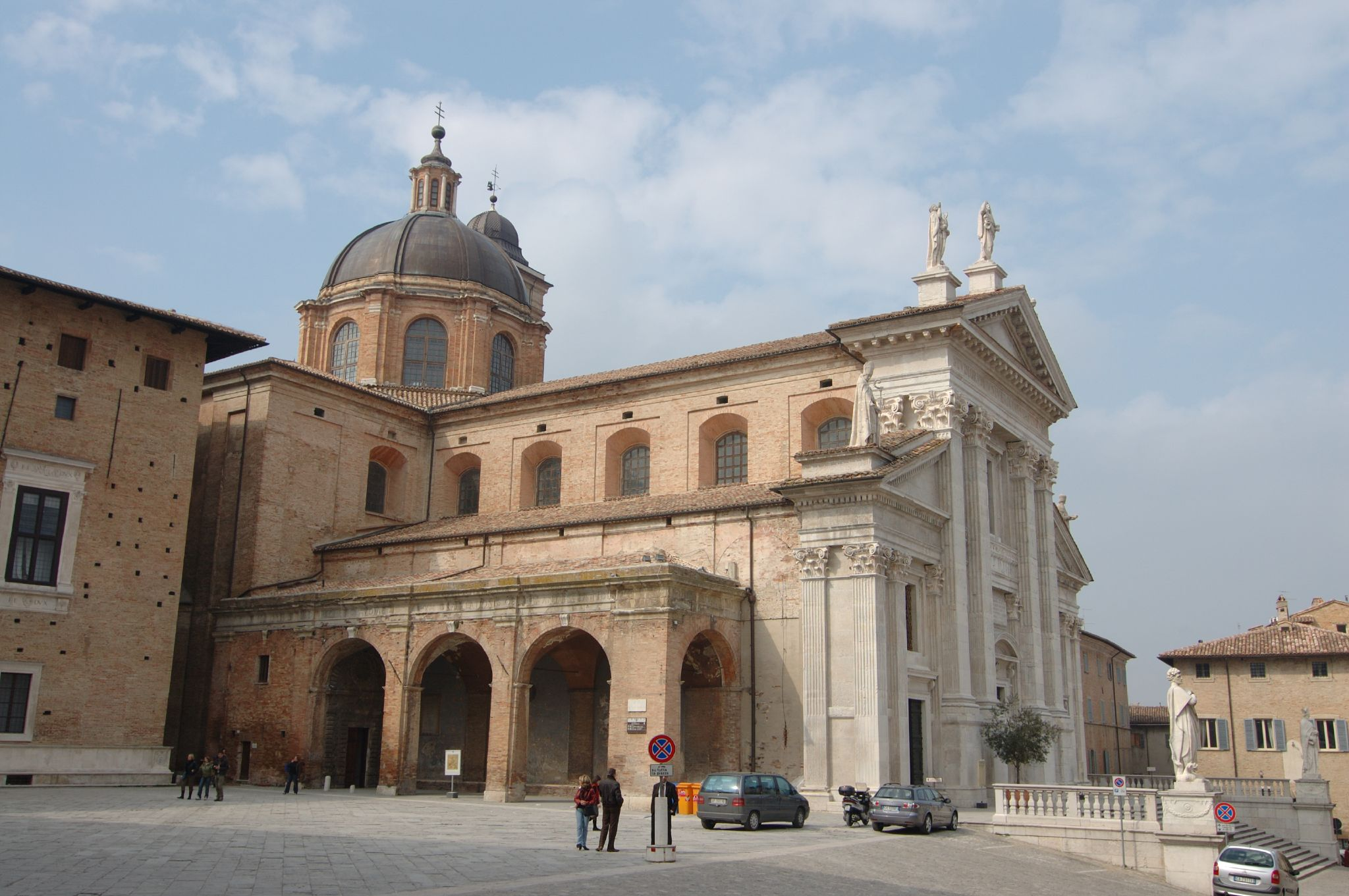
Vista del Duomo

El centro histórico de Urbino, testigo del asombroso florecimiento cultural del Renacimiento, fue declarado Patrimonio de la Humanidad por la Unesco en 1998.
- La principal atracción de Urbino es el Palacio Ducal (Palazzo Ducale), comenzado por Luciano Laurana en el siglo XV por orden de Federico III de Montefeltro. Es el primer Palacio (no castillo) que puede considerarse como tal. Actualmente alberga la Galería Nacional de las Marcas, una de las colecciones de pintura más importantes del mundo.
- La casa de Rafael Sanzio (Casa Natale di Raffaello) se encuentra en la calle homónima en el n.º 57, donde se puede admirar un fresco juvenil suyo, entre otras cosas pertenecientes a la casa donde vivió el célebre pintor.
- El Duomo o catedral de Urbino, de estilo neoclásico (arquitecto Giuseppe Valdier), contiene algunas telas de Federico Barocci.
- La Fortezza dell'Albornoz (Fortaleza de Albornoz), construida por el epónimo legado papal en el siglo XIV.[4] En 1507-1511, cuando los Della Rovere añadieron una nueva serie de murallas a la ciudad, el castillo resultó cerrado en ellas. Actualmente es un parque público.
- La iglesia de San Giovanni Battista, con frescos de Lorenzo Salimbeni da Sanseverino.
- La iglesia de San Domenico enfrente del Palacio Ducal, realizada en el siglo XIV, aunque reformada internamente en el 1729.
- El Oratorio de San Giuseppe (principios del siglo XVI), compuesto por dos capillas, y en una de ellas hay un presepio o belén del siglo XVI, obra de Federico Brandani, las figuras de estuco a tamaño natural y muy naturalistas.